# Velika Mlinska
Velika Mlinska – wieś w Chorwacji, w żupanii bielowarsko-bilogorskiej, w gminie Velika Trnovitica. W 2011 roku liczyła 129 mieszkańców.